# Liste der Bauten im Vatikan

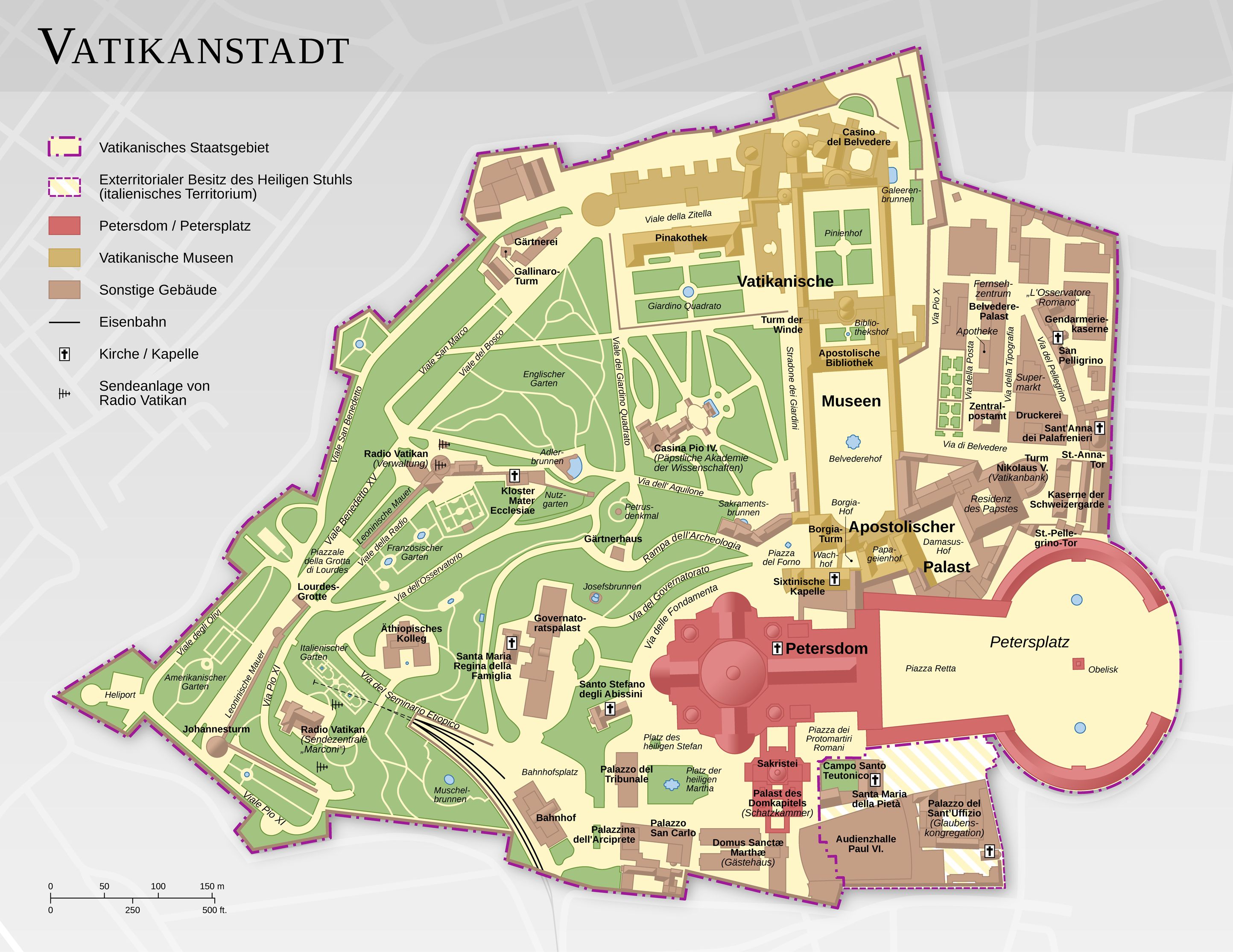
Deutsch beschriftete Karte der Vatikanstadt: Der Apostolische Palast (die offizielle Residenz des Papstes in der Vatikanstadt) zwischen Petersdom (mittig), Petersplatz (rechts) und Vatikanischen Museen (Mitte oben)

Dies ist eine Liste der Bauten im Vatikan.

## Kurzeinführung
Die Vatikanstadt ist der einzige Staat, dessen gesamtes Staatsgebiet als Welterbestätte anerkannt ist. Die Übersicht umfasst neben Petersdom, Petersplatz, Apostolischem Palast und Vatikanischen Museen die verschiedenen Bauwerke, Landmarken, Straßen usw. auf dem Territorium der Vatikanstadt und der exterritorialen Besitzungen des Heiligen Stuhls. Sie ist weit gefasst und erhebt keinen Anspruch auf Vollständigkeit.
Ältere Teile des Vatikanpalastes sind in die Vatikanischen Museen integriert (so zum Beispiel die Sixtinische Kapelle, die Cappella Niccolina, die Stanzen des Raffael und das Appartamento Borgia).

## Vokabeln
Hier einige Vokabeln zum besseren Verständnis der Namen:
archivio = Archiv;
arco = Bogen; Torbogen;
biblioteca = Bibliothek;
casa = Haus;
chiesa = Kirche;
collegio = Kollegium;
cortile = Innenhof;
fontana = Brunnen;
galleria = Galerie;
largo = kleiner Platz;
museo = Museum;
palazzo = Palast;
piazza = Platz
portone = Tor;
scala = Treppe;
sede = Sitz; Stätte;
torre = Turm;
torrione = Wachturm/Hauptturm;
ufficio = Amt; Büro
via = Straße;
viale = Allee

## Liste

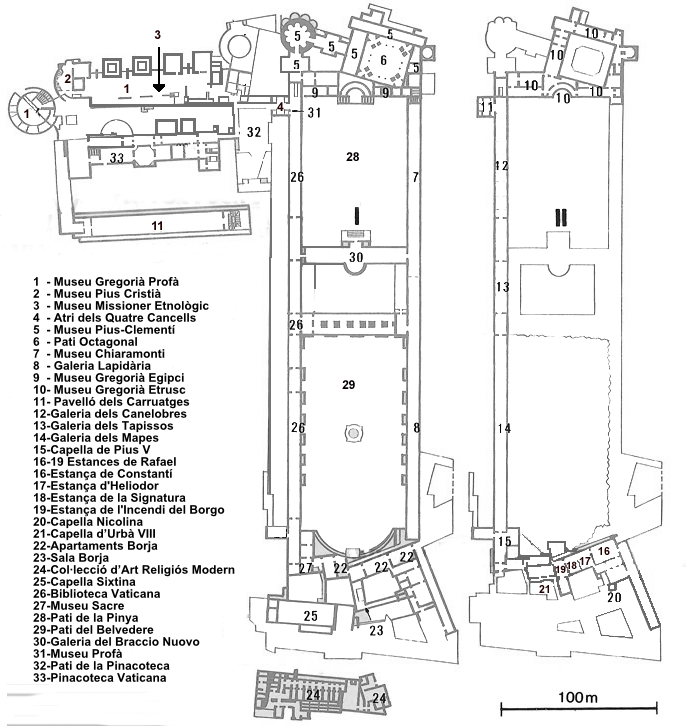
Übersichtsskizze der Vatikanischen Museen

Die Angabe erfolgen größtenteils zweisprachig (italienisch / deutsch). Die Nummerierung folgt derjenigen der Legende der Karte Pianta topografica della Città del Vaticano (Topographische Karte der Vatikanstadt) mit ihren 100 Nummern (siehe Abbildung). Weitere Gebäude finden sich im Anhang.
| Nr. | Name (ital. / dt.) | Anmerkung                            | Lage                                                     | Bild |
| --- | --- | ------------------------------------ | -------------------------------------------------------- | ---- |
| 1   | Portone di Bronzo Bronzetor | eines der Tore des Vatikanstaates    | in der Kolonnade auf der rechten Seite des Petersplatzes |      |
| 2   | Scala di S. Pio IX Treppe des Hl. Pius IX. |                                      |                                                          |      |
| 3   | Scala Regia Königstreppe | ein offizieller Eingang des Vatikans | hinter dem Bronzetor                                     |      |
| 4   | Scala Nobile |                                      |                                                          |      |
| 5   | Logge Loggien |                                      |                                                          |      |
| 6   | Cortile di San Damaso Damasushof |                                      |                                                          |      |
| 7   | Torrione di Nicolo V Turm Nikolaus V. | (Vatikanbank)                        |                                                          |      |
| 8   | Cortile del Maggiordomo Majordomushof |                                      |                                                          |      |
| 9   | Cortile di Sisto V Hof Sixtus V. |                                      |                                                          |      |
| 10  | Cortile del Triangolo Dreieckshof |                                      |                                                          |      |
| 11  | Cortile del Maresciallo Marschallhof |                                      |                                                          |      |
| 12  | Cortile del Pappagalli Papageienhof |                                      |                                                          |      |
| 13  | Cortile Borgia Borgiahof |                                      |                                                          |      |
| 14  | Cortile della Sentinella Sentinellahof |                                      |                                                          |      |
| 15  | Cappella Sistina Sixtinische Kapelle |                                      |                                                          |      |
| 16  | Torre Borgia Borgiaturm |                                      |                                                          |      |
| 17  | Appartamento Borgia, Stanze di Raffaello (II piano) Borgia-Gemächer, Stanzen Raffaels (2. Stock)                                                               |                                      |                                                          |      |
| 18  | Cortile del Belvedere Belvederehof |                                      |                                                          |      |
| 19  | Biblioteca Apostolica (Sadone di Sisto V) Apostolische Bibliothek (Saal Sixtus V.)                                                                             |                                      |                                                          |      |
| 19a | Archivio Segreto Geheimarchiv |                                      |                                                          |      |
| 20  | Biblioteca Apostolica (Museo sacro) Galleria delle Carte Geografiche (II piano) Apostolische Bibliothek (Museo Sacro); Galerie der Landkarten (2. Stock)       |                                      |                                                          |      |
| 21  | Galleria Lapidaria | (Inschriftengalerie)                 |                                                          |      |
| 22  | Cortile della Biblioteca Bibliothekshof |                                      |                                                          |      |
| 23  | Torre dei Venti Turm der Winde |                                      |                                                          |      |
| 24  | Braccio Nuovo del Museo Chiaramonti Neuer Flügel des Museo Chiaramonti                                                                                         |                                      |                                                          |      |
| 25  | Museo Chiaramonti |                                      |                                                          |      |
| 26  | Cortile della Pigna Pinienhof |                                      |                                                          |      |
| 27  | Biblioteca Apostolica (Museo Profano), Galleria dei Candelabri e degli Arazzi Apostolische Bibliothek (Museo Profano); Galerie der Kandelaber und der Gobelins |                                      |                                                          |      |
| 28  | Atrio dei Quattro Cancelli Atrium der Vier Tore |                                      |                                                          |      |
| 29  | Museo Gregoriano Egizo, Museo Gregoriano Etrusco (II piano) Gregorianisch-Ägyptisches Museum; Gregorianisch-Etruskisches Museum (2. Stock)                     |                                      |                                                          |      |
| 30  | Museo Pio-Clementino |                                      |                                                          |      |
| 31  | Cortile Ottagono Achteckiger Hof |                                      |                                                          |      |
| 32  | Scala del Bramante |                                      |                                                          |      |
| 32a | Magazzino «Serre» Magazin “Gewächshäuser” |                                      |                                                          |      |
| 33  | Fontana della Galea Galeerenbrunnen |                                      |                                                          |      |
| 34  | Nuovo Ingresso ai Musei Vaticani Neuer Eingang zu den Vatikanischen Museen                                                                                     |                                      |                                                          |      |
| 34a | Uscita Musei Vaticani Ausgang der Vatikanischen Museen |                                      |                                                          |      |
| 35  | Museo Gregoriano-Profano Pio-Cristiano e Missionario-Etnologico Museo Gregoriano-Profano Pio-Cristiano und Missionario-Etnologico                              |                                      |                                                          |      |
| 36  | Pinacoteca Pinakothek |                                      |                                                          |      |
| 37  | Museo Storico delle Carrozze Museum historischer Fahrzeuge |                                      |                                                          |      |
| 38  | Ingresso di S. Anna Eingangstor Sant‘Anna |                                      |                                                          |      |
| 39  | Chiesa Parrocchiale di S. Anna Pfarrkirche Sant‘Anna |                                      |                                                          |      |
| 40  | Cortile Guardia Svizzera Hof der Schweizer Garde |                                      |                                                          |      |
| 41  | Via del Belvedere |                                      |                                                          |      |
| 42  | Tipografia Vaticana Vatikanische Druckerei |                                      |                                                          |      |
| 43  | Via del Pellegrino |                                      |                                                          |      |
| 44  | Laboratorio Restauro Arazzi Reparaturwerkstatt für Goblins |                                      |                                                          |      |
| 45  | Elemosineria Apostolica Päpstlicher Wohltätigkeitsdienst |                                      |                                                          |      |
| 46  | Sede de «L’Osservatore Romano» Gebäude des „Osservatore Romano“                                                                                                |                                      |                                                          |      |
| 47  | Caserna della Gendarmeria Kaserne der Gendarmerie |                                      |                                                          |      |
| 48  | Posta Centrale Hauptpost |                                      |                                                          |      |
| 49  | Spacci Annonari Lebensmittelgeschäfte |                                      |                                                          |      |
| 49a | Via della Tipografia |                                      |                                                          |      |
| 49b | Via della Posta |                                      |                                                          |      |
| 50  | Palazzo del Belvedere (FAS) Belvedere-Palast |                                      |                                                          |      |
| 50a | Farmacia Vaticana Vatikanische Apotheke |                                      |                                                          |      |
| 50b | Centrale Termoelettrica Thermoelektrische Zentrale |                                      |                                                          |      |
| 50c | Magazzino Centrale e Centro Industriale Hauptmagazin und Industriezentrum                                                                                      |                                      |                                                          |      |
| 51  | Via S. Pio X |                                      |                                                          |      |
| 52  | Fontana del Sacramento |                                      |                                                          |      |
| 52a | Via del l’Aquilone |                                      |                                                          |      |
| 52b | Rampa dell’Archeologia |                                      |                                                          |      |
| 52c | Piazza del Forno |                                      |                                                          |      |
| 53  | Stradone ai Giardini |                                      |                                                          |      |
| 54  | Pontificia Accademia delle Scienze (Päpstliche Akademie der Wissenschaften)                                                                                    |                                      |                                                          |      |
| 55  | Casina di Pio IV Casina (Villa) Pio IV |                                      |                                                          |      |
| 56  | Viale del Giardino Quadrato |                                      |                                                          |      |
| 57  | Fontana dell’Aquilone Adlerbrunnen |                                      |                                                          |      |
| 58  | Viale del Bosco |                                      |                                                          |      |
| 58a | Viale S. Marco |                                      |                                                          |      |
| 58b | Viale S. Benedetto |                                      |                                                          |      |
| 59  | Direzione Radio Vaticana |                                      |                                                          |      |
| 59a | Viale della Radio |                                      |                                                          |      |
| 60  | Grotta di Lourdes Lourdes-Grotte |                                      |                                                          |      |
| 60a | Viale Benedetto XV |                                      |                                                          |      |
| 61  | Torre S. Giovanni Johannesturm |                                      |                                                          |      |
| 61a | Viale Pio XI |                                      |                                                          |      |
| 61b | Via Pio XI |                                      |                                                          |      |
| 62  | Collegio Etiopico Äthiopisches Kolleg |                                      |                                                          |      |
| 63  | Viale del Collegio Etiopico |                                      |                                                          |      |
| 64  | Centro Trasmittente «Marconi» |                                      |                                                          |      |
| 65  | Stazione Ferroviaria |                                      |                                                          |      |
| 66  | Parcheggio della Stazione |                                      |                                                          |      |
| 67  | Viale dell’Osservatorio |                                      |                                                          |      |
| 68  | Palazzo del Governatorato Governatoratspalast |                                      |                                                          |      |
| 69  | Via del Governatorato |                                      |                                                          |      |
| 70  | Via delle Fondamenta |                                      |                                                          |      |
| 71  | Chiesa di S. Stefano degli Abissini Kirche St. Stephanus der Abessinier                                                                                        |                                      |                                                          |      |
| 72  | Largo S. Stefano degli Abissini |                                      |                                                          |      |
| 73  | Palazzo del Tribunale e uffici Gendarmeria Tribunalspalast und Amtsräume                                                                                       |                                      |                                                          |      |
| 74  | Palazzina dell’Arciprete |                                      |                                                          |      |
| 75  | Palazzo S. Carlo |                                      |                                                          |      |
| 75a | Preseminario S. Pio X |                                      |                                                          |      |
| 76  | Piazza S. Marta |                                      |                                                          |      |
| 77  | Ospizio di S. Marta |                                      |                                                          |      |
| 77a | Ingresso del Perugino |                                      |                                                          |      |
| 77b | Domus Sanctae Marthae |                                      |                                                          |      |
| 78  | Fabbrica di S. Pietro |                                      |                                                          |      |
| 79  | Sagrestia, Canica, Museo Storico Artistico (Tesoro) |                                      |                                                          |      |
| 80  | Ufficio Parrocchiale |                                      |                                                          |      |
| 81  | Ufficio Scavi |                                      |                                                          |      |
| 82  | Uscita Grotte |                                      |                                                          |      |
| 83  | Centro Diffusione Oggetti Religiosi |                                      |                                                          |      |
| 84  | Piazza dei Protomartiri Romani |                                      |                                                          |      |
| 85  | Collegio e Camposanto Teutonico |                                      |                                                          |      |
| 86  | Aula Paolo VI |                                      |                                                          |      |
| 87  | Palazzo del Santo Uffizio |                                      |                                                          |      |
| 88  | Arco delle Campane |                                      |                                                          |      |
| 89  | S. Salvatore in Ossibus |                                      |                                                          |      |
| 90  | Ingresso del Petriano |                                      |                                                          |      |
| 91  | Distributore Carburanti |                                      |                                                          |      |
| 92  | Serre dei Giardini Vaticani |                                      |                                                          |      |
| 93  | Casa di Accoglienza Dono di Maria |                                      |                                                          |      |
| 94  | Laboratorio Restauro Sculture alla «Carbonara» |                                      |                                                          |      |
| 95  | Magazzini della «Vignaccia» |                                      |                                                          |      |
| 96  | Nuovo Catalogo della Biblioteca Neuer Katalog der Bibliothek                                                                                                   |                                      |                                                          |      |
| 97  | Campo da Tennis Tennisplatz |                                      |                                                          |      |
| 98  | Eliporto Hubschrauberlandeplatz |                                      |                                                          |      |
| 99  | Base della Colonna Antonina Basis der Antoninus-Pius-Säule |                                      |                                                          |      |
| 100 | Parcheggio Ple S. Rosa Parkplatz von Santa Rosa |                                      |                                                          |      |

### Anhang
weitere (d. h. nicht ausdrücklich bzw. namentlich in den 100 Nummern der Karte Pianta topografica della Città del Vaticano aufgeführte Bauten)
- Cappella Niccolina
- Kolonnaden
- Obelisk
- Petersdom
- Petersplatz

Exterritoriale Besitzungen
Exterritorialen Status haben folgende Gebiete und Gebäude (die Aufzählung ist nicht erschöpfend):
- die Patriarchalbasiliken San Giovanni in Laterano, Santa Maria Maggiore und San Paolo fuori le Mura, sowie die angeschlossenen Gebäude
- der Palast der Glaubenskongregation, der größere Teil der Audienzhalle Pauls VI. sowie der Campo Santo Teutonico und das deutsche Kolleg (Collegio Teutonico di Santa Maria in Campo Santo) in der Nähe des Petersdoms
- der Palazzo di Propaganda Fide an der Piazza di Spagna
- das Gebiet, das den nordwestlichen Teil des Gianicolo-Hügels einnimmt, u. a. mit der Päpstlichen Universität Urbaniana, dem Päpstlichen Nordamerika-Kolleg, dem Päpstlichen Ukrainischen Kolleg, dem Päpstlichen Rumänischen Pius-Kolleg, dem Kinderkrankenhaus Bambino Gesù und der Kirche Sant’Onofrio al Gianicolo
- der Palazzo di San Callisto in Trastevere
- der Palazzo della Cancelleria am Corso Vittorio Emanuele II.
- der Palazzo Maffei Marescotti in Pigna
- die päpstliche Sommerresidenz in Castel Gandolfo
- das Sendezentrum von Radio Vaticano in Santa Maria di Galeria (seit 1951)
- das Pontificio Seminario Romano Minore